# Mesoleptus circumspectus
Mesoleptus circumspectus là một loài tò vò trong họ Ichneumonidae.